# Högkapacitetsmagasin

100-skottsmagasin som dubbelt trummagasin.

54-skottsmagasin som ”kistmagasin” (stavmagasin med 4 patronrader).

Ett högkapacitetsmagasin är ett vapenmagasin som tar ett större antal patroner jämfört med ett normalkapacitetsmagasin vilket tillåter vapnet att avfyras under längre perioder utan omladdning. Militärt brukas detta mest för helautomatiska understödsvapen som behöver skjuta under längre perioder för att ge korrekt understöd som till exempel nedhållande eld.
Högkapacitetsmagasin är även populära inom den civila vapengemenskapen i bland annat USA. De har blivit kontroversiella då de har använts vid flera masskjutningar och möjliggjort att avlossa ett stort antal skott utan omladdning. Mellan 1994 och 2004 var lagen Federal Assault Weapons Ban(en) i kraft och förbjöd nyförsäljning av magasin med mer än 10 skott. Efter att lagen upphörde 2004 blev magasinen åter lagliga och allmänt tillgängliga, och försök att få till stånd nya restriktioner har hittills (2022) inte haft någon framgång.

## Utformning
Högkapacitetsmagasin kan vara utformade på många olika sätt och består i sin mest primitiva form av en enkel behållare för ett ammunitionsbälte, militärt kallat bandlåda. Normalt följer de samma utformningar som normalkapacitetsmagasin men är mycket större eller längre för att öka kapaciteten.
Här är några exempel på vanliga utformningar av högkapacitetsmagasin:
- Bandlåda
- Boxmagasin
- Stavmagasin (kistmagasin)
- Tallriksmagasin
- Trummagasin
- Dubbeltrummagasin
- Sadelmagasin